# La Flocellière
La Flocellière korábbi község Franciaország Loire mente régiójában, Vendée megyében. 2016. január 1-jén három másik korábbi községgel egyesült és az így létrejött Sèvremont új község része lett.
Lakosainak száma 2634 fő (2018. január 1.).

## Népesség
A település népességének változása:
| Lakosok száma | 1848 | 1754 | 1819 | 1958 | 1842 | 2367 | 2623 | 6721 | 2654 | 2634 |
|               | 1962 | 1968 | 1975 | 1990 | 1999 | 2008 | 2013 | 2016 | 2017 | 2018 |